# Monica Nunweiller
Monica Nunweiller (n. 12 mai 1956, București) este o fostă jucătoare profesionistă de tenis și scriitoare română.  

## Cariera în tenis
Între anii 1970-1977 a făcut parte din lotul național al României. Alături de Virginia Ruzici, Florența Mihai și Marina Simionescu, a câștigat în 1972 trofeul mondial Principesa Sofia și a jucat finala concursului european Annie Soisbault. În aceeași perioadă, a făcut parte din echipa României la Cupa Federației. 
În perioada 1970-1980, a fost multiplă campioană națională la simplu, dublu fete și dublu mixt; în cadrul clubului sportiv Progresul București a fost campioană națională pe echipe; a fost câștigătoare, finalistă și semifinalistă, atât la simplu cât și la dublu, la turneele internaționale de la Bruxelles, Lyon, Budapesta, Liege, Varșovia, Praga, Malaga, etc. 
La sfârșitul carierei competiționale, Federația Regală Belgiană de Tenis i-a oferit titlul de antrenor emerit; în perioada 1989-2001, Monica Nunweiller a activat în Belgia, ca antrenor de tenis.

## Activitatea literară
În anul 2020, a publicat prima sa lucrare literară - „Avelt”, un roman science-fiction. A urmat romanul psihologic „Drumul meu cu Irene”, roman pe care fundația „Niște Țărani” l-a declarat "cea mai bună lucrare literară a anului 2022”.   
„O moștenire scoțiană”, care avea să fie a treia publicație a scriitoarei, Monica Nunweiller, este un roman de acțiune, plin de umor și suspans, elemente ce au atras o mulțime de cititori. 
În același an, 2022, scriitoarea a publicat romanul „Viața romanțată a coanei Mița Biciclista”, roman care, prin natura sa, a captat atenția iubitorilor istoriei interbelice. 
Ulterior, în anul 2024, Monica Nunweiller publică „Secrete de Cotroceni”, ce e adresează iubitorilor de mistere, iar la scurtă vreme, editura Hoffman, cea care, de altfel, i-a publicat toate lucrările, lansează pe piață romanul „Katharina Siegel”, roman ce îi are ca protagoniști pe domnitorul Vlad Țepeș și pe iubita acestuia.